# Olysó
Olysó (szlovákul: Oľšov) falu Szlovákiában, az Eperjesi kerület Kisszebeni járásában.

## Fekvése
Eperjestől 37 km-re, Kisszebentől 21 km-re északnyugatra fekszik.

## Története
A falu a 13. század második felében keletkezett a tarcai uradalom területén. Első említése 1309-ból való, amikor Rikolf fia Henrik a birtokot a Michal családnak adja el. 1309-ben „Olsowa”, 1329-ben „Vlsua”, 1336-ban „Olschwicha” néven említik az írott források. 1337-ben Rikolf vazallusa, Roh Jakab vásárolja meg. Ezt követően is sűrűn váltják egymást birtokosai, de a lakosság száma egyre csökkent. A 16. században tulajdonosai ruszinokat telepítettek ide. 1600-ban még csak 20, 1787-ben már 30 háza volt 282 lakossal. A Berzeviczy, majd a 18. századtól a Tahy család birtoka.
A 18. század végén Vályi András így ír róla: „OLYSO. Tót falu Sáros Várm. földes Ura Dezsőfy, és több Urak, lakosai külömbfélék, fekszik Darócznak szomszédságában, mellynek filiája, földgyének fele termékeny, legelője, réttye, erdeje elég van.”
1828-ban 42 házában 327-en laktak. Lakói földművelők, pásztorok, vasmunkások voltak.
Fényes Elek 1851-ben kiadott geográfiai szótárában így ír a faluról: „Olysó, tót falu, Sáros vgyében, Tarcza mellett, s ennek fil., 280 kath., 1 evang., 20 zsidó lak. Ut. p. Eperjes.”
A trianoni diktátum előtt Sáros vármegye Héthársi járásához tartozott.

## Népessége
| Év:            | 1994. | 2004.    | 2014.   | 2024.   |
| -------------- | ----- | -------- | ------- | ------- |
| Emberek száma: | 359   | 407      | 396     | 366     |
| Eltérés:       |       | +13,37 % | -2,70 % | -7,57 % |

| Év:            | 2023. | 2024.   |
| -------------- | ----- | ------- |
| Emberek száma: | 364   | 366     |
| Eltérés:       |       | +0,54 % |

1910-ben 160, túlnyomórészt ruszin lakosa volt.
2001-ben 417 lakosából 411 szlovák volt.
2011-ben 389 lakosából 386 szlovák.

## Nevezetességei
- Új templomát 2001-ben szentelték fel.